# Комп'ютерне шахрайство
Комп'ю́терне шахра́йство (кібершахрайство) — це введення, заміна, виправлення, знищення комп'ютерних даних або програм чи інші втручання до процесу обробки інформації, які впливають на кінцевий результат, спричиняють економічні або майнові збитки з метою одержання незаконного економічного прибутку для себе чи іншої особи.
Закордонними фахівцями розроблені різні класифікації способів вчинення комп'ютерних злочинів. Всі коди, що характеризують комп'ютерні злочини, мають ідентифікатор, що починається з букви Q . Для характеристики злочину можуть використовуватися до п'яти кодів, розташованих в порядку убування значимості скоєного.
Комп'ютерне шахрайство має код QF.

## Різновиди комп'ютерних шахрайств
Комп'ютерні шахрайства, або кібершахрайства (QF), поєднують у своєму складі різноманітні способи здійснення комп'ютерних злочинів:
- QFC — комп'ютерні шахрайства, пов'язані з розкраданням готівки з банкоматів.
- QFF — комп'ютерні підробки: шахрайства і розкрадання з комп'ютерних систем шляхом створення підроблених пристроїв (карток і ін.).
- QFG — шахрайства і розкрадання, пов'язані з ігровими автоматами.
- QFM — маніпуляції з програмами введення-виводу: шахрайства і розкрадання за допомогою невірного уведення чи виводу в комп'ютерні системи чи з них шляхом маніпуляції програмами. У цей вид комп'ютерних злочинів включається метод Підміни даних коду (data diddling code change), що звичайно здійснюється при введенні-виводу даних. Це найпростіший і тому дуже часто застосовуваний спосіб.
- QFP — комп'ютерні шахрайства і розкрадання, пов'язані з платіжними засобами. До цього виду відносяться найпоширеніші комп'ютерні злочини, пов'язані з крадіжкою коштів, що складають близько 45 % усіх злочинів, зв'язаних з використанням ЕОМ.
- Крім того, в побуті поширене кібершахрайство як імітація фахового програмного ремонту стаціонарних комп'ютерів і ноутбуків, тобто неякісно, непрофесійно, некомпетентно виконана робота, причому переважно із значним завищенням реальної ціни замовленої послуги.

## Комп'ютерне шахрайство як злочин
Обман при комп'ютерному шахрайстві виражається у заволодінні чужим майном або правом на нього, або в заподіянні іншої майнової шкоди шляхом навмисного спотворення або приховування даних, вводяться в автоматизовану систему, з метою введення в оману особи, або в маніпуляціях з програмами, даними або апаратною частиною ЕОМ, обробними інформацію про пересування майна, з тим, щоб домогтися отримання чужого майна, права на майно, або отримання іншої майнової вигоди.
Вчинення розкрадання шляхом крадіжки з використанням засобів комп'ютерної техніки неможливо тому, що крадіжка є таємним розкраданням чужого майна. 
Комп'ютерне шахрайство (кібершахрайство) як злочин підлягає покаранню, передбаченому ст. 190 Кримінального кодексу України.